# 繰り延べ投票
繰り延べ投票（くりのべとうひょう）とは、日本の選挙または日本国憲法改正時の投票において、「天災その他避けることのできない事故」により、本来の投票期日を延期して行う投票のこと。送り仮名を用いずに繰延投票とも表記される。公職選挙法第57条および日本国憲法の改正手続に関する法律第71条によって定められており、選挙では新たに設定した投票日の2日前まで、憲法改正時の投票では5日前までに告示される。ほかに臨時特例法によって期日を延期した例も存在する。

## 公職選挙法第57条によるもの
国政選挙では、1965年参院選における熊本県の坂本村の一部および五木村、ならびに1974年参院選における三重県の伊勢市の一部および御薗村が、集中豪雨によって繰り延べ投票を実施した例がある。なお公職選挙法制定（1950年）以前のものとして、1947年参院選の投票を延期した長野県飯田市の事例がある。
地方選挙では、1992年8月30日の投票が予定されていた沖縄県の竹富町議会議員補選が、台風16号の影響で繰り延べ投票となり9月4日に実施されており、「全国でも過去に1、2度あるかないか」の珍しい事例とされている。2004年に行われた鹿児島県の住用村における村長のリコールに伴う住民投票も、台風6号の影響で繰り延べ投票となっている。
2010年2月28日に投票が行われていた青森県のおいらせ町長選は、チリ地震発生後の大津波警報によって沿岸部の投票所が閉鎖されたため、これらの地区では繰り延べ投票となり3月7日に改めて実施された。また2014年10月12日の投票が予定されていた豊見城市長選は、台風19号の影響の影響で繰り延べ投票となり19日に実施されている。

## 臨時特例法によるもの
1995年4月9日に行われる予定であった兵庫県議会議員選挙が、阪神・淡路大震災後の臨時特例法によって6月11日に延期されている。東日本大震災後の第17回統一地方選挙（2011年）においても、臨時特例法によって被災した4県における投票（岩手県知事選・岩手県議会選・宮城県議会選・福島県議会選・仙台市議会選など）の期日が延期された。